# Slobodan Šijan

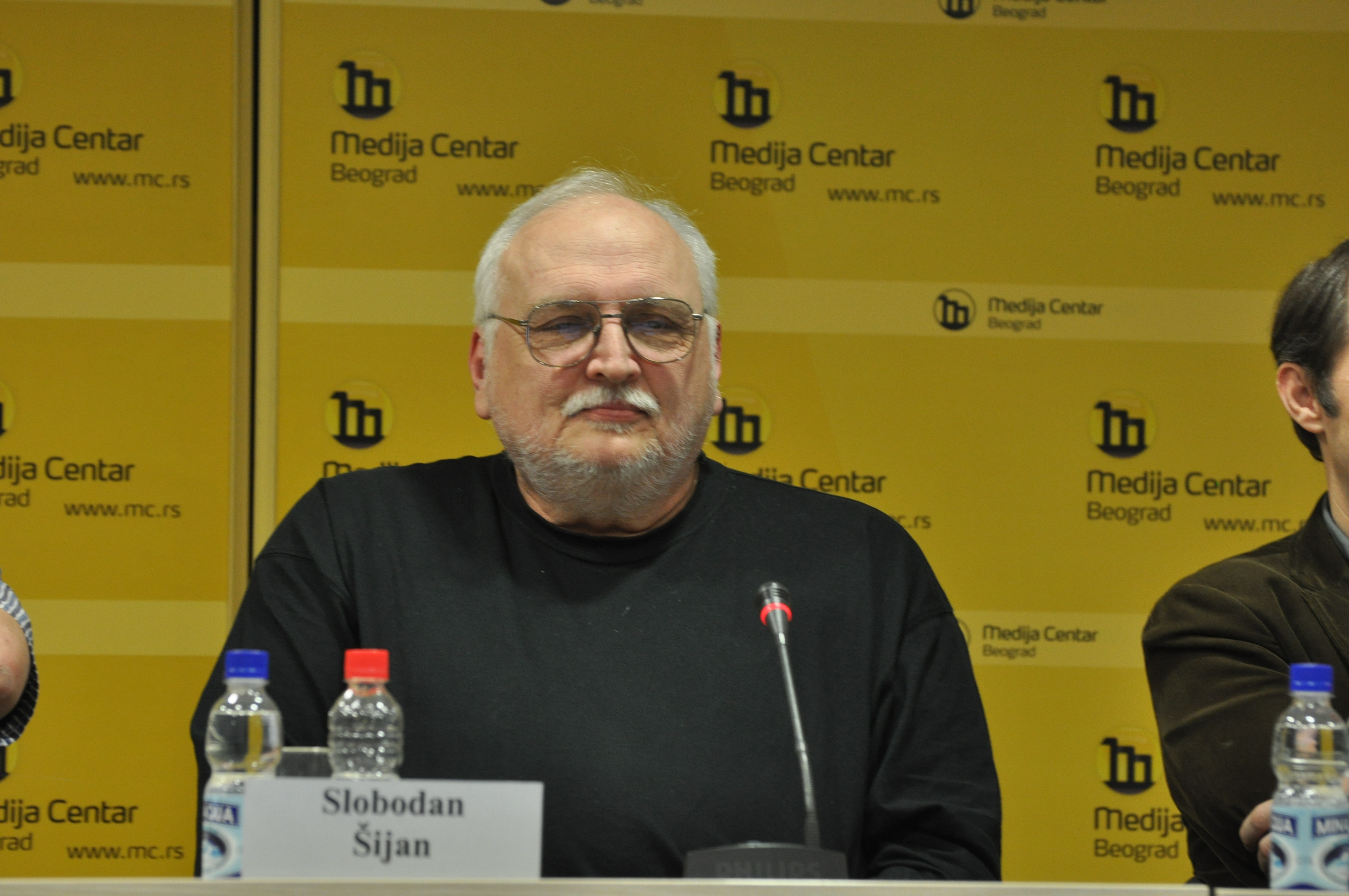
Slobodan Šijan en abril de 2014

Slobodan Šijan (Belgrado, 16 de noviembre de 1946) es un director de cine serbio.
Tras licenciarse en dirección cinematográfica y dirigir un puñado de telefilmes a finales de la década de 1970, en 1980 alcanzó la notoriedad con Línea no regular, su primer largometraje. El gran éxito de aquella película, con guion de Dušan Kovačević, indujo a ambos a colaborar de nuevo en Maratonci trce pocasni krug, proyecto que hizo también buena taquilla y motivó elogios por parte de la crítica. 
En los años siguientes, Šijan dirigió otras dos películas notables: Kako sam sistematski uništen od idiota (1983) y Davitelj protiv davitelja (1985).
En 2001 era profesor en la escuela de cine de la Universidad Loyola Marymount.
Su película favorita es Río Bravo, de Howard Hawks.

## Filmografía
- S. O. S. - Spasite naše duše («SOS, Salven nuestras almas», 2007).
- Siroti mali hrčki 2010 («Pobres pequeños hamsters», 2003).
- Tajna manastirske rakije («Ingrediente secreto», 1988).
- Davitelj protiv davitelja («Estrangulador contra estrangulador», 1984).
- Kako sam sistematski uništen od idiota («Cómo un idiota me destruyó metódicamente», 1983).
- Maratonci trče počasni krug («La familia Maratón», 1982).
- Ko to tamo peva (Línea no regular, 1980).
- Gradilište («Sitio», 1979) (TV).
- Ing. ugostiteljstva (1979) (cortometraje).
- Kost od mamuta («Hueso de mamut», 1979) (TV).
- Najlepša soba («La habitación más hermosa», 1978) (TV).
- Šta se dogodilo sa Filipom Preradovićem («¿Qué pasó con Filip Preradovič?», 1977) (TV).
- Pohvala svetu (1976) (cortometraje TV).
- Sve što je bilo lepo («Todo aquello estaba muy bien», 1976) (TV).
- Sunce te čuva (1975) (cortometraje TV).